# Enevo, Dobrici
Enevo (în bulgară Енево, în română Esârgea) este un sat în comuna Dobricika, regiunea Dobrici, Dobrogea de Sud, Bulgaria. 
Între anii 1913-1940 a făcut parte din plasa Ezibei a județului Caliacra, România.

## Demografie
Componența etnică a satului Enevo
     Turci (98,85%)
     Nicio identificare (1,14%)
     Altele (0%)
La recensământul din 2011, populația satului Enevo era de 175 locuitori. Din punct de vedere etnic, majoritatea locuitorilor (98,85%) erau turci. Pentru 1,14% din locuitori nu este cunoscută apartenența etnică.